# Gabriel Mafa
Gabriel Mafa pseudonim „Negru” (ur. 1975 w Timișoarze, zm. 21 marca 2017) – rumuński perkusista, członek zespołu Negură Bunget.

## Życiorys
Był jednym ze współzałożycieli i wieloletnim perkusistą rumuńskiego zespołu blackmetalowego Negură Bunget. Z zespołem związany był od momentu jego powstania, aż do swojej śmierci będąc wówczas jedynym członkiem grupy, który grał we wszystkich jej składach. Zmarł 21 marca 2017 w wyniku zawału serca.